# Your Funeral… My Trial
Your Funeral… My Trial — четвёртый студийный альбом группы Nick Cave and the Bad Seeds, изданный в 1986 году.

## Об альбоме
Изначально Your Funeral… My Trial вышел как двойной мини-альбом: «ваши похороны» и «мой суд» соответственно, последовавшая за ними ранняя CD версия включала девятую песню «Scum» и изменённый трек-лист. В период записи Ник Кейв был погружён в глубокую героиновую зависимость, что не могло не отразится на альбоме: настроение Your Funeral… My Trial полно грусти и отчаяния. В 1987 году коллектив появился в знаменитом фильме Небо над Берлином, где исполнил «From Her to Eternity» и «The Carny» из настоящего альбома. «The Carny» также вдохновила режиссёра Марка Краста на создание короткометражного мультфильма Йойо среди звезд, получившего премию BAFTA в номинации «Лучший короткометражный анимационный фильм». В интервью 2005 года он сказал, что текст «The Carny» «читается как рассказ», а его фильм является «визуальной интерпретацией текста». В 2009 году альбом был переиздан, новое издание содержит наиболее корректный трек-лист: порядок восьми песен сохранён в соответствии с виниловым мини-альбомом, а «Scum» характеризуется как бонусная песня с раннего CD издания.

## Список композиций
| #  | Название               | Продолжительность | Автор(ы)                    |
| -- | ---------------------- | ----------------- | --------------------------- |
| 1. | Sad Waters             | 5:00              | Кейв                        |
| 2. | The Carny              | 8:01              | Кейв                        |
| 3. | Your Funeral, My Trial | 3:56              | Кейв                        |
| 4. | Stranger Than Kindness | 4:47              | Анита Лейн, Бликса Баргельд |
| 5. | Jack’s Shadow          | 5:41              | Кейв, Мик Харви             |
| 6. | Hard On for Love       | 5:19              | Кейв                        |
| 7. | She Fell Away          | 4:30              | Кейв                        |
| 8. | Long Time Man          | 5:35              | Тим Роуз                    |

## Участники записи
- Ник Кейв — вокал, орган Хаммонда, губная гармоника, фортепиано
- Бликса Баргельд — гитара, бэк-вокал
- Мик Харви — бас-гитара, ритм-гитара, барабаны, фортепиано, орган, ксилофон, металлофон, гитара
- Томас Уайдлер — ударные
- Барри Адамсон — бас-гитара